# Bouro Mpela
Pour les articles homonymes, voir Mpela.
Bouro Mpela, né à Kinshasa le 5 août 1975, est un chanteur, auteur-compositeur, danseur et chorégraphe  congolais (RDC). Il a d'abord fait partie du Quartier Latin International de Koffi Olomidé de 1996 à 1999 puis un retour de 2000 à 2004, un deuxième retour de 2006 à 2007 et un troisième de 2015 à 2016, avant d'entamer une carrière solo.

## Biographie
Bouro Mpela, né le 5 août 1975 à Kinshasa, est un chanteur, auteur-compositeur, danseur et chorégraphe  congolais (RDC). Il a d'abord fait partie du Quartier Latin International de Koffi Olomidé de 1996 à 1999 puis un retour de 2000 à 2004, un deuxième retour de 2006 à 2007 et un troisième de 2015 à 2016, avant d'entamer une carrière solo, originaire de la république démocratique du Congo. Il rejoint Quartier Latin International de Koffi Olomidé à l'âge de 21 ans après son bac, il se fait remarquer avec la danse Muana Miyoyo dans Ultimatum. C'est dans l'album Droit de veto qu'il réalise son premier morceau : Likombé. 
En 2000, il quitte le Quartier Latin avec d'autres membres du groupe pour former Quartier Latin Académia. Après quelques années, il compose la chanson Calvaire en 2003, dans l'album Affaire d'État qui demeure plusieurs mois au sommet du hit parade.
C'est donc en 2006, dans le dernier album du Quartier Latin Danger de Mort, il ne signe aucun titre, mais il obtient seulement 4 vocals. Avec son frère Alain Mpela, il produit l'album Mortel Combat en 2005. En solo, il sort l'album Vice de procédure en 2008. C'est ainsi qu'il fonde Les Kimyastas en février 2007.
Sa dernière apparition dans une émission poue une rumeur de la famille présidentielle et étant le grand frère de celle qui est considérée comme la deuxième femme du Chef de l’Etat, Gisèle Mpela, Gecko Bouro Mpela  a précisé ne pas faire partie de la famille présidentielle et qu’il aurait tracé son chemin se faisant un nom avant certains politiciens qui occupent des haute fonctions du pays.

## Collaborations
- 1998 : Likombé feat. Koffi Olomidé
- 2003 : Calvaire feat. Koffi Olomidé
- 2008 : Regret d'amour feat. Mirage Supersonic
- 2008 : Mi amor feat. Laetitia mélodie
- 2019 : Mon Dodo feat. Luciana Demingongo

## Discographie
- 2005 : Mortel combat en duo avec son frère Alain Mpela (Album)
- 2008 : Vice de procédure (Album)
- 2016 : Quingain ngain (Single)
- 2019 : Mon dodo (Single)(avec Luciana demingongo)
- 2019 : Ndombolo dab (Single)
- 2019 : Bokoko (Single)
- 2025 : Debout Congolais (Single)

## Clips en DVD
- 2005 : Mortel combat en duo avec son frère Alain Mpela
- 2008 : Vice de procédure
- 2016 : Quingain Ngain